# Laxton, East Riding of Yorkshire
Laxton är en ort och civil parish i Storbritannien.   Den ligger i kommunen East Riding of Yorkshire och riksdelen England, i den sydöstra delen av landet, 250 km norr om huvudstaden London. Laxton ligger 6 meter över havet och antalet invånare är 314.
Terrängen runt Laxton är mycket platt. Runt Laxton är det ganska tätbefolkat, med 139 invånare per kvadratkilometer. Närmaste större samhälle är Scunthorpe, 18,5 km sydost om Laxton. Trakten runt Laxton består till största delen av jordbruksmark.